# Bibliotheksakademie Bayern

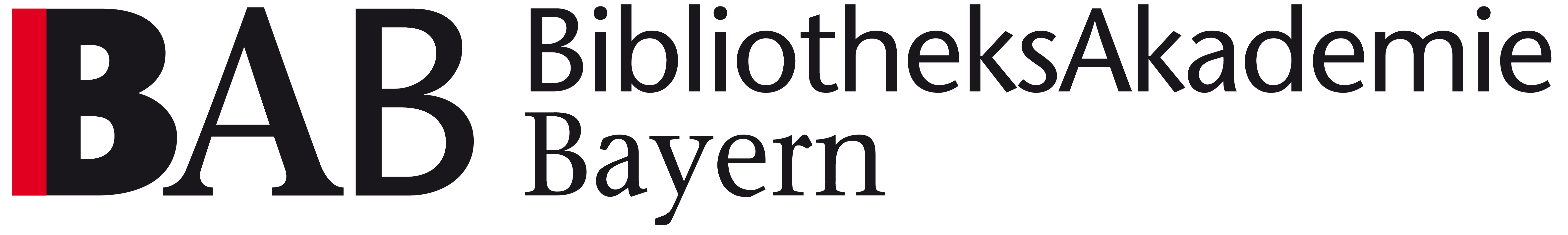

Die Bibliotheksakademie Bayern, bis Juli 2012 Bayerische Bibliotheksschule, ist eine Abteilung der Bayerischen Staatsbibliothek in München.
Sie ist zusammen mit dem Fachbereich Archiv- und Bibliothekswesen der Fachhochschule für öffentliche Verwaltung und Rechtspflege in Bayern für die bibliothekarische Aus- und Fortbildung in Bayern zuständig. Für den mittleren und den höheren Dienst führt sie die theoretische Ausbildung durch, für den gehobenen Dienst (Diplom-Bibliothekar/FH) ist der Fachbereich Archiv- und Bibliothekswesen zuständig.
Die Bibliotheksakademie Bayern übernimmt die berufspraktische Ausbildung für alle Laufbahnen im Bibliotheksdienst. Die Bibliotheksakademie Bayern ist darüber hinaus für die bibliothekarische Fortbildung in Bayern zuständig.
Bei der Ausbildung zur wissenschaftlichen Bibliothekarin und zum wissenschaftlichen Bibliothekar im Referendariat übernimmt die Bibliotheksakademie Bayern die theoretische Ausbildung auch für die Anwärter aus Baden-Württemberg, Niedersachsen (teilweise) und Rheinland-Pfalz neben Bayern. Das Referendariat beginnt jedes Jahr im Oktober mit einem zweiwöchigen theoretischen Einführungskurs in München gefolgt von einem praktischen Jahr bei der Ausbildungsbibliothek. Das zweite Jahr verbringen die Anwärter dann komplett an der Bibliotheksakademie Bayern zur theoretischen Ausbildung, welche mit den schriftlichen und mündlichen Qualifikationsprüfungen am Ende abschließt.
Leiterin der Bibliotheksakademie ist Elisabeth Michael.